# Tub d'ones progressives
Un  tub d'ones progressives  (TWT per Traveling-Wave Tube) és un dispositiu electrònic usat per amplificar senyals de ràdio freqüència (RF) mitjançant un muntatge electrònic anomenat  amplificador de tub d'ona progressiva  (TWTA).
Els TWT poden ser de banda estreta o de banda ampla, sent aquests últims els més comuns, arribant fins a una octava.
El rang de freqüències es troba comprès entre els 300 MHz fins als 50 GHz
El guany de tensió del tub pot arribar fins als 70 decibels.

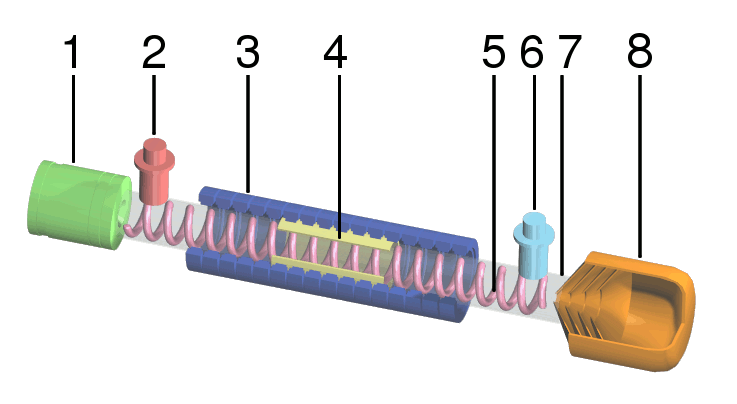
Il·lustració d'una hèlix d'un TWT.
(1) Disparador electrònic;
(2) Entrada de RF;
(3) Imants;
(4) atenuat;
(5) Bobina d'hèlix;
(6) Sortida de RF;
(7) Tub de buit;
(8) Col·lector

## Descripció i construcció
El dispositiu consta d'un tub de buit allargat amb un disparador electrònic. En el disparador, els electrons viatgen del càtode calent cap a l'ànode (efecte Edison). Al voltant del tub, un camp magnètic de contenció concentra els electrons en un feix. El feix arriba al centre d'un circuit de RF (sent una cavitat acoblada o espiral), que s'estén des de l'entrada de RF fins a la sortida de RF. El feix passa després al terminal col·lector. Un acoblador direccional, que pot ser una guia d'ona o una bobina electromagnètica (EM), és alimentat amb el senyal de baixa potència que es vol amplificar. L'acoblador direccional es col·loca prop de l'emissor, induint corrent en l'hèlix.
El circuit de RF actua com una línia de retard en què el senyal de RF viatja gairebé a la mateixa velocitat al llarg del tub que el feix electrònic. El camp EM generat pel senyal de RF al circuit de RF, actua sobre el feix electrònic, causant l'agrupament dels electrons (efecte anomenat "modulació de la velocitat"). El camp EM generat pel corrent del feix indueix a provar més corrent sobre el circuit de RF. S'acumula llavors el corrent, amplificant cada vegada més.
Un segon acoblador direccional, col·locat prop del col·lector, rep una amplificació del senyal d'entrada des de l'altre extrem del circuit de RF. Els atenuadors que es troben al llarg del circuit de RF eviten que l'ona reflectida torni enrere cap a l'extrem col·lector.

## Invenció i desenvolupament
La invenció del tub d'ona progressiva és àmpliament atribuïda a Rudolf Kompfner, encara que Nils Lindenblad, treballant en la Ràdio Corporation of America (RCA) va patentar un dispositiu al maig de 1940, bastant similar al desenvolupat per Kompfner.De qualsevol manera, Kompfner inventar de manera independent el TWT, construint el primer TWT funcional en un laboratori britànic de radar durant la segona guerra mundial. El seu primer esbós del TWT data el 12 de novembre de 1942, construint el primer TWT a principi de 1943. El TWT va ser perfeccionat per Kompfner, John Pierce, i Lester M. Field en els laboratoris Bell.
A la dècada de 1950, després de grans desenvolupaments en el laboratori de tubs electrònics de Hughes Aircraft Company, a Culver City (Califòrnia, Estats Units), els TWT van començar a produir allà, i per a la dècada de 1969, els TWT van ser produïts més per companyies com la English Electric Valve Company, seguida de la companyia Ferranti, en la dècada de 1970.
El 10 de juliol de 1962, el primer satèl·lit de comunicacions, Telstar 1, va ser llançat amb un transponedor RCA TWT de 2 W i 4 GHz, usat per a transmetre senyals de RF cap a la Terra. Syncom 2, el primer satèl·lit sincrònic (el Syncom 1 no va aconseguir l'òrbita final), va ser llançat el 26 de juliol de 1963 amb dos grans transponedors TWT de 2 W i 1850 MHz (un d'actiu i un altre de recanvi).